# Villalobón
Villalobón – gmina w Hiszpanii, w prowincji Palencia, w Kastylii i León, o powierzchni 19 km². W 2011 roku gmina liczyła 1475 mieszkańców.